# Jonathan Dayton
Jonathan Dayton (ur. 16 października 1760 w Elizabethtown, zm. 9 października 1824 tamże) – amerykański polityk ze stanu New Jersey.
Był jednym z sygnatariuszy Konstytucji Stanów Zjednoczonych. W latach 1787–1788 był delegatem New Jersey do Kongresu Kontynentalnego.
W latach 1791–1799 przez cztery kolejne kadencje Kongresu Stanów Zjednoczonych jako przedstawiciel stanu New Jersey zasiadał w Izbie Reprezentantów Stanów Zjednoczonych. W latach 1795–1799, podczas czwartej i piątej kadencji Kongresu, pełnił funkcję Spikera Izby Reprezentantów.
W latach 1799–1805 zasiadał w Senacie Stanów Zjednoczonych.
Od jego nazwiska pochodzi nazwa miasta Dayton w stanie Ohio.
Jego ojciec, Elias Dayton, był również delegatem na Kongres Kontynentalny z New Jersey.